# Michael Shea (hockey sur glace)
Pour les articles homonymes, voir Michael Shea et Shea.
Michael Shea (né le 4 juin 1961 à Montréal au Canada), est un joueur professionnel autrichien de hockey sur glace. Il participe au tournoi masculin de hockey sur glace lors des Jeux olympiques d'hiver de 1988 à Calgary et aux Jeux olympiques d'hiver de 1994 de Lillehammer.